# Solcelleanlæg
Et fotovoltaisk-anlæg eller solcelleanlæg kan omfatte en mængde solcellepaneler, en vekselretter (gerne med MPPT), akkumulatorer, dc-adskiller, overstrømsbeskyttelse, montagemateriale, stik mm. – og kabler til at forbinde disse komponenter.

## Elnetforbundet eller ø-drift solceller/solcelleanlæg
Et solcelleanlæg kan enten være forbundet med et offentligt elnet – eller ikke (ø-drift).
Et solcelleanlæg forbundet med et elnet sender den elektriske energi ud i elnettet via en speciel vekselretter. Mellem 2005 og 2013 havde den danske nettomålingsordning (med årsbaseret elafregning) gjort det væsentligt mere rentabelt at investere i elnetforbundne solcelleanlæg, da dyre akkumulatorer ikke var nødvendige, fordi energioverskuddet kunne "gemmes" finansielt i elnettet og senere hentes igen uden afgifter indenfor visse rammer.
Nettomålingsordningen i Danmark blev forlænget og udvidet sommeren 2010.
I efteråret 2013 med virkning fra januar 2014 blev nettomålingsordningen ændret fra årsbaseret elafregning til timebaseret elafregning. Fra 2024 ændres systemet til øjebliksafregning.
Et solcelleanlæg som ikke er forbundet med et offentligt elnet (ødrift-solcelleanlæg eller off-grid), kræver en akkumulator-bank eller anden energilagring, hvis man ønsker mulig energi døgnet rundt. En vekselretter er ikke nødvendig, men en solcelleregulator er – og den må gerne have MPPT.

## Andet
Montageomkostninger og montagemateriel fordyres med antal af m2 solcellepaneler. Grundet arealudnyttelse og montageomkostninger samt den lange holdbarhed er monokrystallinske solceller mest udbredt i anlæg op til 6-10 kw.
Solcelle-vekselrettere er en vigtig del i solcelleanlægget i og med at den energi som solcellepaneler generere skal omdannes til vekselstrøm for at kunne sendes på elnettet.
Solcelle-vekselrettere findes fra 200w og op til flere hundrede kw i størrelse og fra 89% virkningsgrad og op til 98%. EU års virkningsgraden for en vekselretter er en normeret målemetode, som beskriver en vekselretters effektivitet set over et normal år. Denne værdi fortæller således, hvor god en vekselretter er til at omdanne energien. Solcelleanlæg efter nettomåleordningen kan i anlæggets levetid producere mere end 170000 kwh.

## Verdens største solcelleanlæg/solceller
| Solcelleanlæg                           | Land     | Nominal Effekt (MWp) | Produktion (Årlig GW·h) | Kapacitets faktor | Noter                                     |
| --------------------------------------- | -------- | -------------------- | ----------------------- | ----------------- | ----------------------------------------- |
| Gedmose Solcellepark                    | Danmark  | 206                  | 203                     |                   | Indviet 2021                              |
| Sarnia Fotovoltaikkraftværk             | Canada   | 97                   |                         |                   | Opført 2009-2010                          |
| Montalto di Castro Fotovoltaikkraftværk | Italien  | 84.2                 |                         |                   | Opført 2009-2010                          |
| Solarpark Finsterwalde                  | Tyskland | 80.7                 |                         |                   | Fase 1 opført i 2009, fase II og III 2010 |
| Rovigo Photovoltaic Power Plant         | Italien  | 70                   |                         |                   | Indviet November 2010                     |
| Olmedilla Photovoltaic Park             | Spanien  | 60                   | 85                      | 0.16              | Indviet September 2008                    |
| Strasskirchen Solar Park                | Tyskland | 54                   | 57                      | 0.12              |                                           |
| Lieberose Photovoltaic Park             | Tyskland | 53                   | 53                      | 0.11              | Indviet i 2009                            |
| Puertollano Photovoltaic Park           | Spanien  | 50                   |                         |                   | Indviet 2008                              |
| Moura photovoltaic power station        | Portugal | 46                   | 93                      | 0.23              | Indviet December 2008                     |
| Kothen Solar Park                       | Tyskland | 45                   |                         |                   |                                           |

## Danmarks største solcelleanlæg
3,6 GW solceller i Danmark (2024) fordelt på:
     anlæg over 1 MW: 2450 MW (68%)     anlæg 250kW―1MW: 125 MW (3%)     10kW―250kW: 388 MW (10%)     op til 10kW: 679 MW (19%)
I 2022 producerede Danmark ca. 2,1 TWh strøm fra solceller, eller 6% af elforbruget. Samlet kapacitet er 3,6 GW, hovedsageligt i store anlæg. Solcelleanlæg kræver en række tilladelser. Elnettets stabilitet udfordres af den stigende mængde solstrøm, og kræver flere afbødende tiltag som reservekraftværker, styring af fase og frekvens, synkronmaskiner og batterier, hvoraf nogle tiltag dog kan ydes fra anlæggene selv. Generelt forventer Energistyrelsen at een Watt solcelle giver omkring 1 kWh/år. De store anlæg ændrer oplevelsen af området. Huse indenfor 200 meter af et solcelleanlæg kan tabe 10% i værdi, som delvist kompenseres af nabo-ordningen.

### Landbaseret, Jylland/Fyn
| Solcelleanlæg               | Nominel effekt MW DC / AC | Produktion (Årlig GW·h) | Kommune           | Lokation                                  | Primær bruger                             | Noter                               |
| --------------------------- | ------------------------- | ----------------------- | ----------------- | ----------------------------------------- | ----------------------------------------- | ----------------------------------- |
| Kassø/Hjolderup             | 300 / 276                 | 300                     | Aabenraa          | 55°01′19″N 9°15′14″Ø / 55.022°N 9.254°Ø   | Mærsk 52MW e-metanol                      | 2022                                |
| Flyvestation Vandel         | 268                       | 262 / 186               | Billund/Vejle     | 55°42′04″N 9°11′42″Ø / 55.701°N 9.195°Ø   | Bregentved, 3                             | 2015–2023                           |
| Gedmose/Bur-Naur            | 206 / 158                 | 203                     | Holstebro         | 56°22′41″N 8°29′10″Ø / 56.378°N 8.486°Ø   | Heartland A/S                             | Indviet 2021                        |
| Holsted                     | 175 / 141                 |                         | Vejen             | 55°32′N 8°53′Ø / 55.53°N 8.88°Ø           |                                           | 2024                                |
| Kvosted                     | 101 / 80                  |                         | Viborg            | 56°31′59″N 9°13′08″Ø / 56.533°N 9.219°Ø   |                                           | 2022                                |
| Bjerndrup                   | / 56                      | 87                      | Aabenraa          | 54°56′28″N 9°20′02″Ø / 54.941°N 9.334°Ø   | TDC Net                                   | Indviet 2023. Planlagt i 2020       |
| Fraugde                     | / 60                      | 82                      | Odense            | 55°20′N 10°30′Ø / 55.34°N 10.50°Ø         | Carlsberg, VW, MP                         | 2024                                |
| Stoholm                     | 71 / 60                   | 70                      | Viborg            | 56°30′14″N 9°09′50″Ø / 56.504°N 9.164°Ø   |                                           | 2023                                |
| Holmen Ringkøbing           | 71 / 59                   |                         | Ringkøbing-Skjern | 55°51′07″N 8°19′19″Ø / 55.852°N 8.322°Ø   |                                           | 2023. sol-tracker +vindmøller       |
| Stouby                      | 68                        |                         | Randers           | 56°34′01″N 10°09′29″Ø / 56.567°N 10.158°Ø |                                           | 2024 +7×2MW vindmøller              |
| Badskær (Sæby)              | 56                        | 84                      | Frederikshavn     | 57°18′N 10°23′Ø / 57.30°N 10.38°Ø         | Bravida                                   | 2023                                |
| Urup                        | 60 / 50                   | 95                      | Billund           | 55°48′00″N 8°47′38″Ø / 55.80°N 8.794°Ø    |                                           | 2025                                |
| Mejls                       | / 55                      |                         | Varde             | 55°41′31″N 8°29′53″Ø / 55.692°N 8.498°Ø   |                                           | 2022                                |
| Ebberup                     | 60 / 44                   |                         | Assens            | 55°15′29″N 9°59′20″Ø / 55.258°N 9.989°Ø   | Arla Foods                                | 2022                                |
| Voldby                      | / 44                      |                         | Favrskov          | 56°13′26″N 9°54′29″Ø / 56.224°N 9.908°Ø   |                                           | 2022                                |
| Thisted Lufthavn            | 50 / 42                   |                         | Thisted           | 57°04′41″N 8°41′06″Ø / 57.078°N 8.685°Ø   | Apples Foulum datacenter                  | 2020                                |
| Nees                        | 51 / 35                   |                         | Lemvig            | 56°23′10″N 8°13′19″Ø / 56.386°N 8.222°Ø   | Cofoco                                    | 2017                                |
| Ådum 1                      | / 38                      | 50                      | Ringkøbing-Skjern | 55°51′58″N 8°39′47″Ø / 55.866°N 8.663°Ø   | 9 banker                                  | 2023                                |
| Harre                       | 44 / 37                   |                         | Skive             | 56°43′16″N 8°56′06″Ø / 56.721°N 8.935°Ø   |                                           | 37 MW sol-tracker + 7 MW fast. 2020 |
| Vildbjerg Kroghøj           | 44 / 36                   | 50                      | Herning           | 56°12′50″N 8°47′24″Ø / 56.214°N 8.79°Ø    | beboere                                   | 2025                                |
| Ramme/Vejling               | 39                        |                         | Lemvig            | 56°26′35″N 8°10′16″Ø / 56.443°N 8.171°Ø   | ammoniak                                  | 2023. sol-tracker +vindmøller       |
| Høvsøre                     | 40 / 32                   | 45-50                   | Lemvig            | 56°26′35″N 8°10′16″Ø / 56.443°N 8.171°Ø   | Beboere                                   | 2022 sol-tracker                    |
| Bjørnstrup/Navnsø           | 37 / 33                   |                         | Vesthimmerland    | 56°52′34″N 9°27′36″Ø / 56.876°N 9.46°Ø    |                                           | 2022                                |
| Vildbjerg vest              | / 33                      |                         | Herning           | 56°12′18″N 8°43′52″Ø / 56.205°N 8.731°Ø   |                                           | 2023                                |
| Lysabild                    | 33 / 25                   |                         | Sønderborg        | 54°54′43″N 9°59′49″Ø / 54.912°N 9.997°Ø   | Skjern Paper                              | 2023                                |
| Stevning                    | 33 / 27                   |                         | Sønderborg        | 55°00′50″N 9°48′50″Ø / 55.014°N 9.814°Ø   | ATP 7 GWh, DSB 5 GWh                      | 2023                                |
| Tved/Hvidkilde              | / 25                      | 32                      | Svendborg         | 55°05′17″N 10°38′35″Ø / 55.088°N 10.643°Ø | TDC Net                                   | 2022                                |
| Højby Motorvejskryds Odense | 32                        | 40                      | Odense            | 55°20′38″N 10°27′00″Ø / 55.344°N 10.45°Ø  | Fuzion 13 GWh, EWII 5 GWh, Fipros 3,9 GWh | 2023 sol-tracker                    |
| Asaa/Agersted               | 31 / 25                   |                         | Brønderslev       | 57°10′44″N 10°23′49″Ø / 57.179°N 10.397°Ø |                                           | 2022 sol-tracker                    |
| Næssundvej, Mors            | 30 / 25                   |                         | Morsø             | 56°45′18″N 8°40′55″Ø / 56.755°N 8.682°Ø   | Google                                    | 2019                                |
| Vust Holme                  | 29 / 24                   | 36                      | Jammerbugt        | 57°05′35″N 9°06′00″Ø / 57.093°N 9.1°Ø     | HOFOR                                     | 2023                                |
| Rejstrup                    | 28 / 22                   | time-matchet            | Randers           | 56°31′12″N 9°50′56″Ø / 56.52°N 9.849°Ø    | Chr. Hansen                               | 2020                                |
| Greenlab                    | 26                        |                         | Skive             | 56°38′N 8°59′Ø / 56.64°N 8.98°Ø           | brint                                     | tracker, 2023 +54 MW vindmøller     |
| Voer/Ørsted                 | / 22                      |                         | Norddjurs         | 56°31′30″N 10°17′20″Ø / 56.525°N 10.289°Ø | Google                                    | 2020                                |
| Tinglev                     | / 20                      | 24                      | Sønderborg        | 54°56′42″N 9°16′05″Ø / 54.945°N 9.268°Ø   |                                           | 2015                                |
| Glansager                   | 25 / 17                   |                         | Sønderborg        | 54°55′41″N 9°51′40″Ø / 54.928°N 9.861°Ø   |                                           | 2018                                |
| St. Soels                   | 22 / 19                   | 25                      | Herning           | 56°16′N 8°45′Ø / 56.27°N 8.75°Ø           |                                           | 2022. sol-tracker +25MW vindmøller  |
| Mesballe                    | 14                        | 14                      | Syddjurs          | 56°21′56″N 10°30′00″Ø / 56.3655°N 10.5°Ø  | 25 virksomheder i 5 år                    | 2025                                |

### Landbaseret, Østlige Danmark
Energinet.dk forventer at tilkoble 2 GW solceller på Sjælland og 2 GW på Lolland/Falster før år 2030.
| Solcelleanlæg       | Nominel effekt DC / AC | Produktion (Årlig GW·h) | Kommune      | Lokation                                  | Primær bruger                      | Noter          |
| ------------------- | ---------------------- | ----------------------- | ------------ | ----------------------------------------- | ---------------------------------- | -------------- |
| Barmosen 1          |                        | 128                     | Vordingborg  | 55°03′07″N 11°54′00″Ø / 55.052°N 11.9°Ø   | Facebook                           | 2022. Øst/vest |
| Freerslev (Haslev)  | 111                    |                         |              | 55°19′59″N 12°01′12″Ø / 55.333°N 12.02°Ø  | Bregentved                         | 2018-2023      |
| Hoby                | / 65                   | 70                      | Lolland      | 54°43′41″N 11°16′30″Ø / 54.728°N 11.275°Ø | TrioWorld 7,5 GWh, Toms 4 GWh m.fl | 2023           |
| Rødby Fjord         | 71 / 59                |                         | Lolland      | 54°42′29″N 11°18′29″Ø / 54.708°N 11.308°Ø | Google                             | 2013-2022      |
| Blangslev           | ? / 50                 |                         | Næstved      | 55°09′54″N 11°54′07″Ø / 55.165°N 11.902°Ø | Google                             | 2020           |
| Lerchenborg         | 61 / 43                |                         | Kalundborg   | 55°38′53″N 11°04′30″Ø / 55.648°N 11.075°Ø |                                    | 2015           |
| Tryggevælde         | 55                     | 60                      | Faxe         | 55°19′30″N 12°13′08″Ø / 55.325°N 12.219°Ø | Andel                              | 2022           |
| Væggerløse          | 34                     |                         | Guldborgsund | 54°43′16″N 11°55′05″Ø / 54.721°N 11.918°Ø | Lundbeck                           | 2021           |
| Svinningegård       | 34                     |                         | Holbæk       | 55°43′44″N 11°29′10″Ø / 55.729°N 11.486°Ø | Encavis                            | 2021           |
| Horslunde           | 26 / 21                |                         | Lolland      | 54°54′47″N 11°12′25″Ø / 54.913°N 11.207°Ø |                                    | 2016           |
| Store Frederikslund | 26                     |                         | Slagelse     | 55°25′37″N 11°26′53″Ø / 55.427°N 11.448°Ø |                                    |                |

### Projekter
| Solcelleanlæg       | Nominel effekt MW DC / AC | Produktion (Årlig GW·h) | Kommune           | Lokation                                   | Primær bruger         | Noter                            |
| ------------------- | ------------------------- | ----------------------- | ----------------- | ------------------------------------------ | --------------------- | -------------------------------- |
| Gestenge Solpark    |                           | 250                     | Ringkøbing-Skjern | 56°00′07″N 8°22′44″Ø / 56.002°N 8.379°Ø    |                       | Tilsluttes i 2026                |
| Lidsø               | 215                       | 262                     | Lolland           | 54°41′N 11°20′Ø / 54.69°N 11.33°Ø          | DSB 80 GWh            | 2026 €127m                       |
| Viuf                |                           | 248                     | Kolding / Vejle   | 55°35′N 9°31′Ø / 55.59°N 9.51°Ø            | Telenor, Telia        | 2025                             |
| Grænge              |                           | 185                     | Guldborgsund      | 54°47′N 11°45′Ø / 54.79°N 11.75°Ø          |                       | [ 172 ] [ 173 ] [ 174 ] [ 175 ]  |
| Køng mose           | 174 / 155                 | 170                     | Vordingborg       | 55°05′N 11°50′Ø / 55.09°N 11.84°Ø          |                       | Pris 400 mio kr. Lavbundsjord    |
| Nørhede-Hjortmose 2 | 132                       |                         | Ringkøbing-Skjern | 56°05′N 8°22′Ø / 56.09°N 8.37°Ø            | Encavis               | 2026                             |
| Kolind              | 80                        | 132                     | Syddjurs          | 56°20′53″N 10°36′29″Ø / 56.348°N 10.608°Ø  | Sampension, Alslinjen | [ 180 ] [ 181 ] [ 182 ] [ 183 ]  |
| Vedde               |                           |                         | Holbæk            | 55°31′N 11°33′Ø / 55.52°N 11.55°Ø          | Fujifilm              | under opførelse. Pris 400 mio kr |
| Søby                | 54                        |                         | Norddjurs         | 56°22′12″N 10°42′29″Ø / 56.3701°N 10.708°Ø | Energicenter Nord     | [ 186 ]                          |
| Vinkel              |                           |                         | Skive             | 56°32′49″N 9°10′01″Ø / 56.547°N 9.167°Ø    | DLG                   | [ 187 ] [ 188 ]                  |
| Tjæreby             |                           |                         |                   | 55°14′53″N 11°20′24″Ø / 55.248°N 11.34°Ø   |                       | under opførelse                  |
| Høegholm            | 96                        | 99                      | Syddjurs          | 56°19′N 10°43′Ø / 56.32°N 10.71°Ø          |                       | 60kV-kabel til Nødager           |

### På tag
Potentialet for solstrøm på tag vurderes at være 49 TWh/år i Danmark, heraf 20 TWh på store tag (5,5 GW), som flest danskere støtter. I 2022 var prisen 5,9 kroner/Wp på tag, hvor markanlæg koster 3,35 kroner/Wp. Skatteregler, samt dyrere og mere komplekse installationer er blandt årsagerne til at tag-anlæg udgør en mindre del af dansk strøm end mark-anlæg. I juli 2025 blev reglerne ændret til at solcelleanlæg kan leases selvstændigt på firmatag, og boligforeninger kan leje solcelleanlæg op til 8kW.
| Solcelleanlæg                       | Nominal Effekt (kWp) | Produktion (Årlig MW·h) | Kapacitets faktor | Lokation                                  | Noter                   |
| ----------------------------------- | -------------------- | ----------------------- | ----------------- | ----------------------------------------- | ----------------------- |
| DSV Horsens                         | 34000                | 33000                   |                   | 55°53′02″N 9°45′36″Ø / 55.884°N 9.76°Ø    | 2025                    |
| CPH P1+P3+P4                        |                      | 4100                    |                   | 55°37′48″N 12°38′06″Ø / 55.63°N 12.635°Ø  | 2022                    |
| Rema 1000 Horsens lager             | 4000                 | 3400                    |                   | 55°50′17″N 9°47′35″Ø / 55.838°N 9.793°Ø   | 2022                    |
| Bella Center                        | 2790                 |                         |                   | 55°38′17″N 12°34′41″Ø / 55.638°N 12.578°Ø | 2023                    |
| City 2                              |                      | 2100                    |                   | 55°38′38″N 12°16′44″Ø / 55.644°N 12.279°Ø | 2014                    |
| Vision Park Kolding                 | 1900                 |                         |                   | 55°28′01″N 9°25′44″Ø / 55.467°N 9.429°Ø   |                         |
| Aarhus Universitetshospital, Skejby | 1800                 | 1900                    |                   | 56°11′31″N 10°10′05″Ø / 56.192°N 10.168°Ø | 2020                    |
| SM Industries Hjordkær              | 1700                 |                         |                   | 55°01′41″N 9°19′08″Ø / 55.028°N 9.319°Ø   | 2024                    |
| Hørkram Sorø lager                  | 1600                 | 1700                    |                   | 55°27′50″N 11°34′08″Ø / 55.464°N 11.569°Ø | 2023                    |
| DSV Hedehusene                      | 1500                 | 1250                    |                   | 55°38′31″N 12°09′58″Ø / 55.642°N 12.166°Ø | 2022                    |
| Kolding Storcenter                  | 1400                 |                         |                   | 55°30′50″N 9°27′36″Ø / 55.514°N 9.460°Ø   | 2014                    |
| WFS Københavns Lufthavn             | 1400                 |                         |                   | 55°37′05″N 12°40′26″Ø / 55.618°N 12.674°Ø | 2022                    |
| Plus Pack Odense                    | 1400                 |                         |                   | 55°20′38″N 10°24′00″Ø / 55.344°N 10.4°Ø   | 2024                    |
| Månsson Brande                      | 1400                 |                         |                   | 55°56′28″N 9°10′48″Ø / 55.941°N 9.18°Ø    | 2024                    |
| Kodbølgård Ølgod                    | 1200                 |                         |                   | 55°47′17″N 8°34′41″Ø / 55.788°N 8.578°Ø   | 2023                    |
| Bilka Tilst                         | 1100                 | 1110                    |                   | 56°10′55″N 10°06′18″Ø / 56.182°N 10.105°Ø | 2023                    |
| Bilka Viborg                        |                      | 1000                    |                   | 56°26′46″N 9°22′05″Ø / 56.446°N 9.368°Ø   | 2022                    |
| Nordic Greens Bellinge              | 1000                 |                         |                   | 55°20′46″N 10°17′17″Ø / 55.346°N 10.288°Ø |                         |
| Dan-Foam Aarup                      | 1000                 |                         |                   | 55°22′55″N 10°03′29″Ø / 55.382°N 10.058°Ø |                         |
| Lidl lager i Køge                   |                      | 980                     |                   | 55°30′07″N 12°09′00″Ø / 55.502°N 12.150°Ø | 2024                    |
| AVK Skovby                          | 950                  | 857                     |                   | 56°09′11″N 9°57′04″Ø / 56.153°N 9.951°Ø   | 2022                    |
| Welcon Give                         | 900                  |                         |                   | 55°54′22″N 9°12′00″Ø / 55.906°N 9.2°Ø     | 2023                    |
| Bilka Vejle                         |                      | 887                     |                   | 55°43′26″N 9°34′52″Ø / 55.724°N 9.581°Ø   | 2024                    |
| Taastrupgaard                       |                      | 780                     |                   | 55°39′14″N 12°17′10″Ø / 55.654°N 12.286°Ø | 2015                    |
| Hvidovre Hospital                   | 780                  | 700                     |                   | 55°38′53″N 12°27′54″Ø / 55.648°N 12.465°Ø | 2015                    |
| Renseanlæg Damhusåen                | 777                  | 740                     |                   |                                           | Indviet 30. april 2013  |
| Topdanmark                          | 745                  | 752                     |                   | 55°44′02″N 12°22′52″Ø / 55.734°N 12.381°Ø | Indviet 17. august 2012 |
| Leman Greve                         |                      | 741                     |                   | 55°35′42″N 12°15′29″Ø / 55.595°N 12.258°Ø | [ 222 ]                 |
| Roskilde Universitet                |                      | 724                     |                   | 55°39′18″N 12°08′24″Ø / 55.655°N 12.14°Ø  | [ 223 ]                 |
| Aabenraa Sygehus                    |                      | 712                     |                   | 55°03′50″N 9°22′37″Ø / 55.064°N 9.377°Ø   | 2013–2021               |
| Thise Mejeri                        | 800                  | 666                     |                   | 56°42′18″N 9°07′37″Ø / 56.705°N 9.127°Ø   | [ 227 ]                 |
| SEB Pension                         | 605                  | 545                     |                   | 55°48′04″N 12°29′53″Ø / 55.801°N 12.498°Ø | 2012                    |
| Skjoldhøjkollegiet                  | 520                  | 425                     |                   | 56°10′08″N 10°07′05″Ø / 56.169°N 10.118°Ø | 2020                    |
| LaserTryk.dk Aarhus                 | 328                  | 328                     |                   |                                           | Indviet juni 2013       |
| Lions Park Birkerød                 | 345                  | 292                     |                   | 55°50′17″N 12°24′32″Ø / 55.838°N 12.409°Ø | Indviet november 2013   |
| Lions Park Frederiksborg            | 300                  | 242                     |                   | 55°56′28″N 12°17′46″Ø / 55.941°N 12.296°Ø | Indviet november 2013   |
| Ikea København                      | 300                  |                         |                   | 55°39′50″N 12°33′43″Ø / 55.664°N 12.562°Ø | 2023                    |
| Skivehus Skole                      | 300                  |                         |                   | 56°34′52″N 9°02′13″Ø / 56.581°N 9.037°Ø   |                         |
| au2parts                            | 278                  |                         |                   | 56°10′05″N 10°06′50″Ø / 56.168°N 10.114°Ø | 2025                    |
| Høje Taastrup Station               |                      | 254                     |                   | 55°38′56″N 12°16′12″Ø / 55.649°N 12.27°Ø  | 2024                    |
| Bring Taulov                        |                      | 243                     |                   | 55°32′35″N 9°39′47″Ø / 55.543°N 9.663°Ø   | 2024                    |
| Holmegaard Glasværk                 |                      | 232                     |                   | 55°17′10″N 11°48′54″Ø / 55.286°N 11.815°Ø | [ 237 ]                 |
| Varde Gymnasium                     | 225                  | 225                     |                   | 55°38′02″N 8°29′42″Ø / 55.634°N 8.495°Ø   | Indviet april 2013      |
| Morsø Kommunes Rådhus               | 207                  | 180                     |                   | 56°47′35″N 8°51′40″Ø / 56.793°N 8.861°Ø   |                         |